# جبر خطی عددی
جبر خطی عددی (به انگلیسی: Numerical linear algebra) مطالعهٔ الگوریتم‌ها و کاربردهای جبر خطّی در زمینه‌های متنوّع محاسبات علمی مدرن را شامل می‌گردد.

## تجزیهٔ مقدارهای منفرد
مقالهٔ اصلی: تجزیه مقدارهای منفرد
تجزیه مقدارهای منفرد در حکم همان تجزیه مقدارهای خاص است، ولی، بیشتر برای ماتریس‌های غیر مربّع. بر خلاف مقدارهای خاص که تنها و تنها در مورد ماتریس‌های مربّع مصداق دارند، و می‌توانند منفی نیز باشند، مقدارهای منفرد برای همهٔ ماتریس‌ها، چه مربع و چه غیر آن مفهوم دارند و هیچ‌گاه منفی نمی‌شوند.

## پانوشته‌ها
1. ↑  Singular value decomposition
2. ↑  Eigenvalue decomposition